# مذيلة

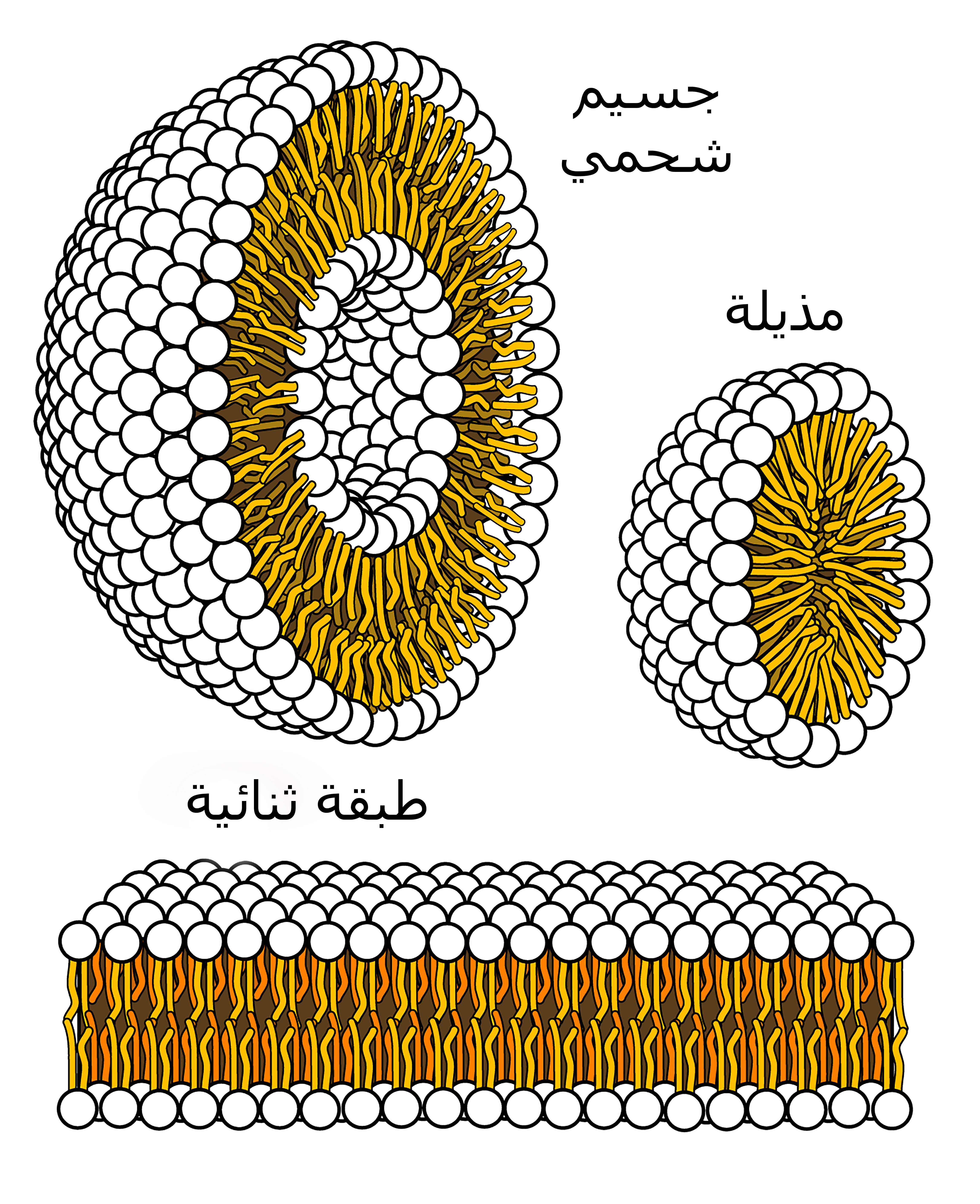
التراكيب الثلاثة الرئيسية من المحلول ; الجسيم الشحمي (طبقة ثنائية مغلقة)، والمذيلة والطبقة الثنائية.

المُذَيْلَة أو الأيون الغروي (بالإنجليزية: micele)‏ هي جسيم مكهرب من مادة شبه غروية.

## تاريخ
حصل التعرف على قدرة محلول الصابون على العمل كمنظف لعدة قرون. ومع ذلك، لم تُدرَس دستور هذه الحلول علميًا إلا في بداية القرن العشرين. نُفِّذ العمل الرائد في هذا المجال من قبل جيمس ويليام ماكبين (James William McBain) في جامعة بريستول. في وقت مبكر من عام 1913، افترض وجود «أيونات غروية» لشرح التوصيل الكهربائي الجيد لمحاليل حمض النخيل. أُطلق على هذه المجموعات عالية الحركة والمتكونة تلقائيًا اسم مُذَيلات، وهو مصطلح مستعار من علم الأحياء وشاعه هارتلي (G.S Hartley) في كتابه الكلاسيكي «أملاح سلسلة البارافين: دراسة في تكوين المذيلة» (Paraffin Chain Salts: A Study in Micelle Formation).

## الذوبان
تُسمى جزيئات الفاعل بالسطح الفردية الموجودة في النظام ولكنها ليست جزءًا من المذيلة «المونومرات». تمثل المذيلات تجميعًا جزيئيًا، حيث تكون المكونات الفردية ديناميكيًا في حالة توازن مع مونومرات من نفس النوع في الوسط المحيط. في الماء، تكون «الرؤوس» المحبة للماء لجزيئات الفاعل بالسطح دائمًا على اتصال مع المذيب، بغض النظر عما إذا كانت المواد الخافضة للتوتر السطحي موجودة كمونومرات أو كجزء من المذيلة. ومع ذلك، فإن «ذيول» المحبة للدهون لجزيئات الفاعل بالسطح يكون لها اتصال أقل بالماء عندما تكون جزءًا من المذيلة، وهذا هو الأساس للدافع النشط لتشكيل المذيلة. في المذيلة، تتجمع الذيل الكارهة للماء للعديد من جزيئات الفاعل بالسطح في قلب شبيه بالزيت، وهو الشكل الأكثر ثباتًا والذي لا يتلامس مع الماء. على النقيض من ذلك، فإن مونومرات الفاعل بالسطح محاطة بجزيئات الماء التي تصنع «قفصًا» أو غلاف ذوبان متصل بواسطة روابط هيدروجينية. يشبه هذا القفص المائي هيدرات الغاز وله هيكل بلوري شبيه بالجليد ويمكن تمييزه وفقًا للتأثير الكارثي للماء. يُحدَّد مدى قابلية الذوبان في الدهون من خلال مساهمة الإنتروبيا غير المواتية (unfavorable entrop) بسبب ترتيب بنية الماء وفقًا للتأثير الكارثي للماء.

مخطط مذيلة التي شكلها دهن فسفوري في محلول مائي.

المذيلات المكوَّنة من خافضات التوتر السطحي الأيونية لها جاذبية كهروستاتيكية للأيونات التي تحيط بها في المحلول، وهذا الأخير يعرف باسم الأيون المقابل. على الرغم من أن أقرب المضادات تخفي جزئيًا مذيلة مشحونة (بنسبة تصل إلى 92٪)، فإن تأثيرات شحنة المذيلة تؤثر على بنية المذيب المحيط على مسافات ملموسة من المذيلة. تؤثر المذيلات الأيونية على العديد من خصائص الخليط، بما في ذلك التوصيل الكهربائي. يمكن أن تؤدي إضافة الأملاح إلى مذيلات تحتوي على مادة غروانية إلى تقليل قوة التفاعلات الكهروستاتيكية وتؤدي إلى تكوين مذيلات أيونية أكبر.

## الاستخدامات
عندما تكون المواد الخافضة للتوتر السطحي أعلى من تركيز المذيلات الحرج (CMC)، فإنها يمكن أن تعمل كمستحلبات تسمح للمركب الذي عادة ما يكون غير قابل للذوبان (في المذيب المُستخدَم) بالذوبان. يحدث هذا لأن الأنواع غير القابلة للذوبان يمكن دمجها في لب المذيلة، والذي هو نفسه يذوب في المذيب السائب بفضل التفاعلات الإيجابية لمجموعات الرأس مع أنواع المذيبات. المثال الأكثر شيوعًا لهذه الظاهرة هو المنظفات، التي تنظف المواد المحبة للدهون ضعيفة الذوبان (مثل الزيوت والشموع) التي لا يمكن إزالتها بالماء وحده. تُنظِّف المنظفات أيضًا عن طريق تقليل التوتر السطحي للماء، مما يسهل إزالة المواد من السطح. إن خاصية الاستحلاب للمواد الخافضة للتوتر السطحي هي أيضًا أساس بلمرة المستحلب.
يعتبر تكوين المذيلة ضروريًا لامتصاص الفيتامينات التي تذوب في الدهون والدهون المعقدة داخل جسم الإنسان. تتشكل الأملاح الصفراوية في الكبد وتفرزها المرارة مما يسمح بتكوين مذيلات الأحماض الدهنية. يسمح هذا بامتصاص الدهون المعقدة (مثل الليسيثين) والفيتامينات التي تذوب في الدهون (أ، د، هـ، ك) داخل المذيلة عن طريق الأمعاء الدقيقة. أثناء عملية تخثر الحليب، يعمل البروتياز على الجزء القابل للذوبان من الكازين، مما يؤدي إلى حالة مذيلة غير مستقرة تؤدي إلى تكوين الجلطة.
يمكن أيضًا استخدام المذيلات لتوصيل الأدوية الموجه مثل جزيئات الذهب النانوية (Gold nanoparticles).

## المذيلات المُجمَّدة حركيًا
عندما لا تعرض مذيلات كتلة البوليمر المشترك عمليات الاسترخاء المميزة لمذيلات الفاعل بالسطح، فإنها تسمى المذيلات المجمدة حركيًا. يمكن تحقيق ذلك بطريقتين: عندما تكون الأحاديات المكونة للمذيلات غير قابلة للذوبان في مذيب محلول المذيلات، أو إذا كانت كتل تشكيل اللب زجاجية في درجة الحرارة التي توجد بها المذيلات. تتشكل المذيلات المجمدة حركيًا عند استيفاء أي من هذه الشروط. مثال خاص تكون فيه كلتا الحالتين صالحين هو البوليسترين بي بولي (أكسيد الإيثيلين). يتميز هذا الكوبوليمر المشترك بالكراهية العالية للماء لكتلة تشكيل اللب، بوليستيرين، مما يجعل الأحاديات غير قابلة للذوبان في الماء. علاوة على ذلك، يتميز البوليستيرين بدرجة حرارة انتقال زجاجية عالية والتي، اعتمادًا على الوزن الجزيئي، أعلى من درجة حرارة الغرفة. بفضل هاتين الخاصيتين، يمكن اعتبار المحلول المائي لمذيلات بولي أوكسي إيثيلين البوليستيرين (PS-PEO) ذات الوزن الجزيئي العالي بدرجة كافية مجمدة حركيًا. هذا يعني أنه لا يمكن إجراء أي من عمليات الاسترخاء، والتي من شأنها أن تدفع محلول المذيلة نحو التوازن الديناميكي الحراري. عمل أدي أيزنبرج (Adi Eisenberg) رائدًا على هذه المذيلات. كما وُضِّح كيف أن الافتقار إلى عمليات الاسترخاء سمح بحرية كبيرة في تشكيل الأشكال الممكنة. علاوةً على ذلك، فإن الثبات ضد التخفيف والمجموعة الواسعة من الأشكال المورفولوجية للمذيلات المجمدة حركيًا تجعلها مثيرة للاهتمام بشكل خاص، على سبيل المثال، لتطوير الجسيمات النانوية طويلة الانتشار لإيصال الدواء.

## المذيلة الفائقة

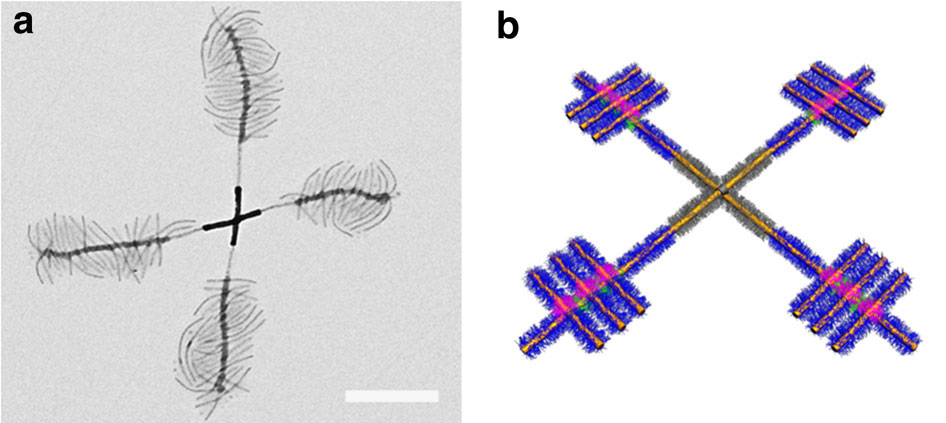
صورة مجهرية إلكترونية للمذيلة الفائقة (Supermicelle) التي تشبه طاحونة الهواء، شريط مقياس 500 نانومتر.

المذيلة الفائقة (Supermicelle) هي هيكل مذيلة هرمي (تجميع جزيئي فائق) حيث تكون المكونات الفردية أيضًا مذيلات. تُشَكَّل المذيلات الفائقة عبر مناهج كيميائية من أسفل إلى أعلى، مثل التجميع الذاتي للمذيلات الأسطوانية الطويلة في أنماط شعاعية متقاطعة أو نجمة أو أنماط تشبه الهندباء في مذيب مختار خصيصًا، يمكن إضافة الجسيمات النانوية الصلبة إلى المحلول لتعمل كمراكز تنوي وتُشكِّل النواة المركزية للحبيبات الفائقة. تتكون سيقان المذيلات الأسطوانية الأولية من عدة بوليمرات مشتركة متصلة بواسطة روابط تساهمية قوية، داخل هيكل الحبيبات الفائقة تُربَط ببعضها البعض بشكل فضفاض عن طريق روابط هيدروجينية أو تفاعلات كهروستاتيكية أو تفاعلات معادية للذوبان. 